# دیتر شلیندواین
دیتر شلیندواین (انگلیسی: Dieter Schlindwein؛ زادهٔ ۷ فوریهٔ ۱۹۶۱) بازیکن فوتبال اهل آلمان است.
از باشگاه‌هایی که در آن بازی کرده‌است می‌توان به باشگاه فوتبال آینتراخت فرانکفورت، باشگاه فوتبال سن پائولی، و باشگاه ورزشی وردر برمن اشاره کرد.